# Axelle Saint-Cirel
Axelle Saint-Cirel (* 1995) ist eine französische Jazzsängerin und lyrische Mezzosopranistin.
Einem breiten Publikum wurde sie bekannt, als sie bei der Eröffnungsfeier der Olympischen Sommerspiele 2024 die französische Nationalhymne Marseillaise vortrug.

## Leben
Saint-Cirel wurde in der Nähe von Paris als Tochter von Eltern aus Guadeloupe geboren und verbrachte einen Teil ihrer Kindheit in Malaysia. Später kehrte sie mit ihren Eltern nach Frankreich zurück und besuchte das Konservatorium von Montbéliard. Dort bildete sie sich im Operngesang aus und trat in Tokio, New York, Peking und Schanghai in der Oper Nox von Jacopo Baboni-Schilingi auf.
2017 trat Saint-Cirel in das Pôle supérieur d'enseignement artistique de Paris Boulogne-Billancourt in Boulogne-Billancourt ein; in dieser Zeit nahm sie im Libanon an Uraufführungen mit dem Beiruter Symphonieorchester und dem Chor von Notre-Dame de Louaizé teil. 2019 wurde sie in das Pariser Konservatorium (Conservatoire national supérieur de musique et de danse de Paris) aufgenommen, wo sie bei Valérie Guillorit studierte.
Im Februar 2023 gewann Saint-Cirel den 5. Wettbewerb Voix des Outre-mer, dessen Finale in der Pariser Opéra Bastille abgehalten und auf Culturebox ausgestrahlt wurde.
Sie spielte die Rolle der Anita in einer Produktion der West Side Story durch das Pariser Konservatorium.
Am 26. Juli 2024 sang sie während der Eröffnungsfeier der Olympischen Sommerspiele 2024 die Marseillaise, wobei sie als Galionsfigur auf dem Dach des Grand Palais stand.